# The Donkey Party
The Donkey Party est un film américain muet et en noir et blanc  réalisé par Edwin S. Porter sorti en 1901.

## Fiche technique
- Titre : The Donkey Party
- Réalisation : Edwin S. Porter
- Production : Edison Manufacturing Company
- Format : Noir et blanc — 35 mm — 1,33:1 — Son : Muet
- Genre : comédie
- Dates de sortie :
  -  États-Unis : 23 mars 1901